# Glazbena škola Iva Kuprešak
Osnovana 2015. godine  u Zagrebu, Hrvatska, Glazbena škola "Iva Kuprešak" je osnovna glazbena škola i srednja škola odobrena od strane Ministarstva znanosti i obrazovanja Republike Hrvatske.Nalazi se na adresi Ljubijska 82, na području Donje Dubrave. Uz glazbenu školu u Zagrebu postoji i područni odjel Glazbene škole "Iva Kuprešak" Novalja na adresi Ulica matice hrvatske 9.

## Obrazovni programi
Nastava se odvija na hrvatskom i engleskom jeziku.

### Program osnovne škole
Trajanje osnovnoškolskog programa je 6 godina. Škola radi u skladu s nastavnim planom i programom koji je odobrilo Ministarstvo znanosti i obrazovanja.
U sklopu osnovnoškolskog programa u školi se odvija poduka za sljedeće instrumente: klavir, gitara, violončelo, violina, flauta, harmonika i saksofon.

### Srednjoškolski program
Učenici koji su završili osnovno glazbeno obrazovanje i položili prijemni ispit/audiciju mogu se upisati u jedan od srednjoškolskih programa.
U sklopu srednjoškolskog programa u školi se odvija poduka za sljedeća zvanja:
- Glazbenik instrumentalist: klavir, gitara, violina, violončelo, saksofon, flauta, harmonika
- Glazbenik solo pjevač
- Glazbenik teorijski smjer

## Ljetni programi i seminari
Glazbena škola "Iva Kuprešak" je domaćin, organizator, sponzor i producent međunarodnog programa za operne pjevače, CANTO, koji okuplja profesore i glazbenike koji surađuju opernim kućama, uključujući Metropolitan Opera u New Yorku, Teatro Liceu u Barceloni, Teatro alla Scala u Milanu i Covent Garden u Londonu.

## Nagrade
- 1. nagrada na regionalnom natjecanju HDGPP-a 2021.; Jakov Kalajžić, bas
- 2. nagrada na državnom natjecanju HDGPP-a 2021., 1. nagrada na regionalnom natjecanju HDGPP-a 2021.; Daniel Halužan, tenor
- 2. nagrada na državnom natjecanju HDGPP-a; Jakov Kalajžić, bas
- 1. nagrada u 1. kategoriji (učenici); Rea Veseli, sopran
- 2. nagrada u kategoriji opernih pjevača do 33 godine; Rea Veseli, sopran, Jakov Kalajžić, bas, Maja Šokac, klavir[10]
- Nagrada Zagrebačkog komornog orkestra 2022., nastup s orkestrom u sezoni 2022/2023; Rea Veseli, sopran
- 1. nagrada na Međunarodnom natjecanju solo pjevača Stojan Stojanov Gančev 2022.; Rea Veseli, sporan
- 1. nagrada na Međunarodnom natjecanju solo pjevača Stojan Stojanov Gančev 2022.; Jakov Kalajžić, bas[11]